# Holland (Massachusetts)
Holland – miasto w Stanach Zjednoczonych, w stanie Massachusetts, w hrabstwie Hampden.